# جامعة فيستا
تأسست جامعة فيستا (بالإنجليزية: Vista University)‏ جنوب أفريقيا في عام 1981  قبل حكومة الفصل العنصري، لضمان استيعاب سكان جنوب أفريقيا الحضريين السود الذين يسعون للحصول على التعليم العالي داخل البلدات بدلاً من الحرم الجامعي المخصص لمجموعات سكانية أخرى.

## الحرم الجامعي
يقع مقرها في بلومفونتين، دافيتون (إيست راند)، ماميلودي، بورت إليزابيث، سيبوكينغ، سويتو وويلكوم. يقع المقر الرئيسي الإداري ومقر التعليم عن بعد في بريتوريا.

## توسيع
في أواخر تسعينيات القرن الماضي وأوائل العقد الأول من القرن الحادي والعشرين، طورت جامعة فيستا واتحاد جامعة فلوريدا المركزية برنامجًا تفاعليًا متبادلًا يهدف إلى:
- إنشاء برنامج للتعليم عن بعد قائم على التكنولوجيا ومواكب للتحديات المحلية، بما في ذلك تعزيز مراكز دعم الطلاب بجامعة فيستا للتعليم عن بعد.

- تعزيز قدرة البرامج المختلفة، بما في ذلك برنامج علم الاجتماع والأعضاء الأكاديميين من خلال نماذج التدريس التعليمية المناسبة، وتطوير المناهج الدراسية، والتعليم القائم على وسائل الإعلام وبرامج البحث.

## الإغلاق
أُغلقت الجامعة منذ ذلك الحين. وأُرشفت سجلات الطلاب وفقًا لذلك. ودمجت مرافقها وبعض أعضاء هيئة التدريس في جامعات أخرى، بما في ذلك:
- جامعة نيلسون مانديلا،[5]
- جامعة الولاية الحرة،[6]
- جامعة جوهانسبرغ،[1]
- جامعة بريتوريا،[7]
- جامعة جنوب أفريقيا[8]،(VUDEC) ،
- جامعة فال للتكنولوجيا.[9]

## موظفون وخريجون بارزون
- بول أفيس (متوفى) ، لاعب التنس المحترف وطبيب النفس الإكلينيكي في السبعينيات
- مارك بير، مؤلف
- آلان كلارك، الرئيس التنفيذي لشركة SABMiller [10]
- كيني كونين، رجل أعمال
- مسيبيسي جوناس، نائب وزير المالية
- ميمي ماتيمبي، قائد فوج المدفعية 4